# Heinz Günter Heygen
Heinz Günter Heygen (* 28. November 1953 in Frankfurt am Main) ist ein deutscher Journalist und Showmaster, Er wurde bekannt als Hörfunk-Moderator für die Programme hr1, hr3 und hr4 des Hessischen Rundfunks (hr).

## Leben
Ab 1974 studierte Heygen Germanistik und Anglistik auf Lehramt an der Universität Frankfurt. 
Statt als Lehrer zu arbeiten, entschied er sich, eine Sprecherausbildung zu absolvieren und 1979 als Nachrichtensprecher im Hörfunk anzufangen. Bald übertrug man ihm Aufgaben als Moderator in zahlreichen Unterhaltungssendungen auf verschiedenen Kanälen des hr. 
Schwerpunktmäßig ist er mittlerweile bei hr4 tätig. Mit der hr4-Tanzparty und dem hr4-Weihnachtskonzert tourt Heygen als Conférencier jahrein, jahraus durch die Stadthallen Hessens.
Auch für das Fernsehen übernahm er häufig Showmaster-Aufgaben. In der ARD-Wettershow war er zeitweilig präsent. Daneben übernimmt er als freier Journalist immer wieder Moderatoren-Jobs, unter anderem für den Hessentag, Universitäts-Festveranstaltungen sowie Vereinsfeste. 
Darüber hinaus hat Heygen beim Eichborn Verlag mehrere Bücher herausgebracht, die sich humoristisch mit dem sich ausbreitenden Denglisch in der Umgangssprache auseinandersetzen.

## Werke (Auswahl)
- You are heavy in order! English for Runaways. 96 S. Eichborn. Frankfurt am Main. 2006. ISBN 9783821849454
- Your English is under all pig. 63 S. Eichborn. Frankfurt am Main. 2004. ISBN 3-8218-2697-5
- Herbert & Fritz: live in Frankfurt. Englisch. Wiesbaden. 1985. ISBN 3-88140-212-8

Herausgeberschaft
- Kochen mit Schwung: Wildecker Herzbuben – unsere Lieblingsrezepte mal rustikal, mal edel & fein (zusammen mit Rainer Schlag). Artwork-Verlag. 2005. ISBN 3-9810615-1-9 (Buch und CD)